# RuPauls dragrace: All Stars

RuPauls dragrace: All Stars är en amerikansk dokusåpa, TV-tävling och underhållningsprogram och är en spinoff från RuPauls dragrace. Programmet går ut på att dragqueen som nått kändisskap från originalshowen bjuds in av RuPaul för att tävla om en plats i Drag Race Hall of Fame.

## Format
Formatet påminner till stor del om det från moderprogrammet, men med vissa skillnader var kommer till vem som får stanna och lämna showen, och vilka som får duellera på scenen mot slutet av varje avsnitt.

### Miniutmaningar
Liksom originalshowen börjar ofta avsnitten med en kortare tävling, där varje tävlande bes utföra olika uppgifter under speciella förutsättningar och tidsbegränsning. Vinnaren av miniutmaningen får ibland någon typ av fördel inför veckans huvudutmaning.

### Huvudutmaning
Upplägget för huvudutmaningarna skiljer sig åt mellan olika avsnitt och säsonger. Ibland jobbar alla för sig själva, och andra veckor i någon typ av gruppkonstellation. Vinnaren av huvudutmaningen får också ett "specialpris" för deras vinst. Tidigare har vinnarna belönats med priser som skräddarsydda kläder, semesterresor, kryssningar och kosmetika.
Målet är att varje avsnitt ska ha ett nytt tema med annorlunda prövningar, för att se vem av de tävlande som är mest mångfacetterad som dragartist. Utmaningarna kräver att de återvändande druvorna presterar väl inför kameran, uppträder till musik, eller visar sina humoristiska  skickligheter, samt skådespeleri och dans. Första säsongen av All Stars fokuserade helt på att kunna jobba bra tillsammans, medan säsong 2–4 främst fokuserar på varje individs egna förmåga att hålla sig kvar i tävlingen, allt eftersom en av dem åker ut varje vecka. Tillsammans med "specialpriset" vid varje huvudutmaning, ställs de två vinnande dragdrottningarna mot varandra i en mim-duell, där den segrande får en prissumma på $10 000 amerikanska dollar, samt ansvaret att bestämma vem av de sämst presterande drugorna i veckans utmaning som får lämna programmet.

### Domare
| Domare          | Säsong    | Säsong    | Säsong    | Säsong    |
| Domare          | 1         | 2         | 3         | 4         |
| --------------- | --------- | --------- | --------- | --------- |
| RuPaul          | Huvudroll | Huvudroll | Huvudroll | Huvudroll |
| Michelle Visage | Huvudroll | Huvudroll | Huvudroll | Huvudroll |
| Santino Rice    | Huvudroll |           |           |           |
| Carson Kressley |           | Huvudroll | Huvudroll | Huvudroll |
| Todrick Hall    |           | Huvudroll | Gäst      |           |
| Ross Mathews    | Gäst      | Gäst      | Huvudroll | Huvudroll |